# جوان ایرانی
جوان ایرانی فیلمی به کارگردانی داریوش بابائیان و نویسندگی بهروز خلجی، داریوش بابائیان ساختهٔ سال ۱۳۸۲ است.

## بازیگران
- کیمیا بابائیان
- کاملیا باباییان
- آرش علیپور
- بابک نوری
- شراره دولت آبادی
- فهیمه ساعی
- داوود امیراحمدی
- کیان باباییان
- عزت تحسیری
- مرجان ارزیلی
- سمر نوریان
- تارا فاتحی
- مهدی دیانی
- سارا صالحی
- مزدا مرادعباسی
- مجید شیروانیان
- آرزو شیروانیان
- لیلا احمدی
- صدیقه میرصابری
- مهدی احمدی
- محمد الااود
- زینعلی ایمان
- ماجد الحمدی
- عبدالرحمان السدیس